# Ильинская церковь (Дмитров)
Церковь Ильи пророка — недействующий православный храм в городе Дмитрове Московской области, построенный в XVIII веке. Был закрыт коммунистами в 1930-х, сильно перестроен, ныне здание занято автомастерскими.
Церковь являлась центром Юрьевской (Ильинской) слободы Дмитрова.

## История
Ильинская церковь в камне была заложена в 1778 году, построена в 1783 году на средства купца П. С. Толчёнова и других жителей Дмитрова. Позднее была построена колокольня. Располагалась между Нетёкой и новым руслом реки Яхромы.
Основной придел был посвящён Илье Пророку, два других носили название: Трёхсвятского и Дмитрия Ростовского.
В 1930-е годы при постройке канала Волга — Москва церковь была разрушена, здания перестроены: верх колокольни убрали, главы сняли. Сейчас основное здание представляет собой хозяйственную постройку (автомастерские). Из художественного оформления остались оконные ниши с наличниками и вход в здание.
Сейчас бывшее здание церкви располагается в частном секторе (бывшая Юрьевская слобода) между Савёловской железной дорогой и каналом по адресу: Старо-Яхромская (Ильинская) улица, дом 1.

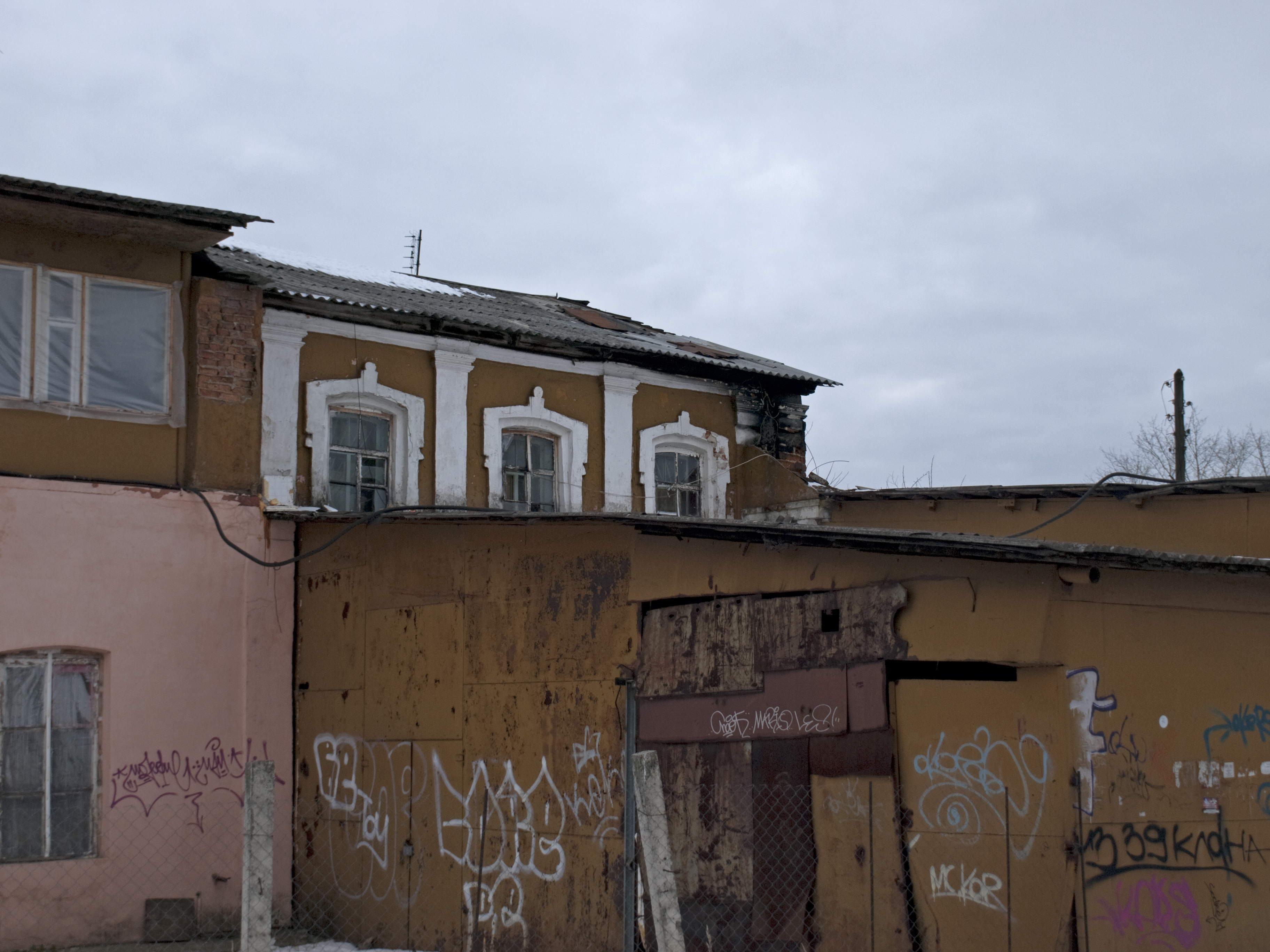
Сохранившиеся элементы церкви на здании

## Архитектура
Здание церкви представляет собой одноглавый восьмерик на четверике. Основное здание соединено трапезной с колокольней. Выполнена в стиле барокко. Участок был обнесён каменной оградой. В углу церковной земли располагалась кирпичная сторожка, датированная XIX веком.